# Fremantle Peak
Der Fremantle Peak ist ein 2375 m hoher Berggipfel auf der Insel Heard im australischen Außengebiet Heard und McDonaldinseln im südlichen Indischen Ozean.
Teilnehmer der Australian National Antarctic Research Expeditions nahmen 1948 Vermessungen vor. Sie benannten den 600 m nordöstlich des Dome aufragenden Gipfel nach der australischen Stadt Fremantle, dem letzten Hafen für die Einschiffung zu ihrer Forschungsreise.